# Le Ciment (roman)
Le Ciment est un roman écrit par Fiodor Gladkov et publié en 1925. Il décrit d'une manière crédible, empreinte d'humanité et toute en nuances, la situation de l'Union soviétique vers 1922 : la guerre civile, la famine, les débuts de la Nouvelle politique économique. Tout en exaltant les combattants de l'Armée rouge et les « héros du travail », il ne craint pas de critiquer la bureaucratie aveugle dont fait parfois preuve le Parti.

## Le réalisme socialiste
En promouvant, à partir de 1932, en littérature et dans les arts, le « réalisme socialiste », le pouvoir communiste en URSS voulait que soit représentée « de manière exemplaire, la plus figurative possible, dans des postures à la fois académiques et héroïques, la réalité sociale des classes populaires, des travailleurs, des militants et des combattants ».
Fiodor Gladkov est l'une des figures littéraires du réalisme socialiste. Il a été distingué dans ce sens par le Prix Staline en 1949 et 1951. Le Ciment, l'un de ses premiers romans, tout en se situant dans le réalisme socialiste avant l'heure, reflète une vision objective de la réalité dans laquelle se situe l'action.
Par la suite, Gladkov réécrira certains passages de ce roman, certainement pour se mettre en conformité avec  l'évolution de la ligne officielle. Lorsqu'il a écrit la première version, l'auteur a sans doute bénéficié d'une certaine liberté que permettait cette période de transition politique. Le grand succès de l’œuvre auprès du public est le gage de sa proximité avec les préoccupations de ses contemporains.

### Une description nuancée d'une réalité
L'action se situe dans une ville portuaire (non identifiée) de la côte nord-est de la Mer Noire, entre la Crimée et la Géorgie, vraisemblablement en 1922, après les débuts de la NEP (Nouvelle politique économique) en 1921 et vers la fin de la guerre civile. Lénine (mort en 1924) était encore à la tête du pays.
Gladkov, à travers son roman, émet, sans en avoir l'air, un double message : la révolution passe avant tout parce-qu'elle est l'avenir du peuple russe ; mais les circonstances de ce moment historique sont particulièrement dures pour la population qui souffre de la violence des événements mais aussi du comportement bureaucratique du pouvoir.
L'auteur décrit avec détail les effets sur les Russes de la guerre civile contre les « blancs » mais aussi contre les « verts ». La population, malmenée par les combats, souffre aussi de la famine. À cela s'ajoutent la désorganisation politique, le pillage des biens publics et privés, les réquisitions des récoltes, l'épuration, les exécutions sommaires et la torture (dans un camp comme dans l'autre). L'arrivée de la NEP relance un peu l'économie mais crée des inégalités et de l'enrichissement personnel. Le pouvoir communiste est dépeint de façon nuancée : il y a les dirigeants pleins d'abnégation et proches des gens mais il y a aussi des bureaucrates, froids et incompétents, autoritaires, violents voire violeurs.
Sous ce lot de misères, les gens du peuple sont broyés. Gladkov oppose les puissants aux gens simples, il montre les privilèges des premiers, et la misère des autres. Il appelle implicitement à l'empathie pour eux, qu'ils soient communistes convaincus, mencheviks, anciens cosaques, ou qu'ils aient aidé les verts.
Le personnage principal, Glieb Chumalov, est décrit à la fois en héros communiste (décoré de l'Ordre du drapeau rouge au combat et distingué comme "héros du travail") et en citoyen ordinaire, dont l'humanité ressort à chaque instant. Communiste très engagé, il est montré en exemple par l'auteur pour affirmer que le combat pour la révolution doit passer avant toute chose, quoi qu'il arrive.
Mais ce combat n'a rien de stéréotypé. Si Glieb se bat, ce n'est pas pour un système théorique mais c'est réellement pour changer la société, au profit des plus fragiles.
Et puis en même temps qu'il le met en avant, Gladkov relativise ce personnage. Comme d'ailleurs tous ses proches, Glieb est bousculé, déstructuré, par les contradictions de la situation politique. À la différence de bien d'autres, il poursuit la lutte parce qu'il est particulièrement fort et désintéressé.
Un autre personnage important est Dacha, la femme de Glieb. Elle aussi communiste très engagée, elle symbolise la femme nouvelle, libre, tout en consacrant sa vie à la révolution. À tel point qu'elle néglige son mari, à qui elle reproche sa mentalité patriarcale, mais surtout sa fillette, qui finit par se laisser mourir par manque d'affection maternelle. Dacha est mue par le devoir mais on en voit le résultat. Gladkov, toutefois, ne juge à aucun moment et il montre les multiples facettes de chaque personnage.
Le Ciment, marqué par une grande humanité, est tout sauf un livre de propagande. Malgré son ton parfois édifiant et épique, il témoigne avec objectivité de la vie des gens simples dans le tourbillon de cette époque et il montre que la distance est courte entre la déchéance humaine et l'héroïsme, entre le « chacun pour soi » et le don de soi[réf. souhaitée].
Il est difficile de trouver Le Ciment dans sa version française (traduction de Victor Serge en 1928). On le trouve plus facilement en anglais ou en espagnol (Editorial Cenit, 1928).